# Jean-François Garreaud
Jean-François Garreaud (n. 1 aprilie 1946, Montmorency, Seine-et-Oise, Franța – d. 9 iulie 2020, Saint-Jory-de-Chalais, Nouvelle-Aquitaine, Franța) a fost un actor francez..